# Sosna
La Sosna (in russo Сосна?) è un fiume della Russia europea meridionale (oblast' di Orël e Lipeck), affluente di destra del Don.
Il fiume è anche conosciuto con il nome di Bystraja Sosna (Sosna veloce, Быстрая Сосна), in contrapposizione alla denominazione dell'altro fiume Tichaja Sosna (Sosna tranquilla), che sfocia nel Don più a valle.

## Descrizione
Nasce nella sezione orientale della regione di Orël, dai rilievi del Rialto centrale russo; scorre successivamente in un'ampia valle attraverso il Rialto, con direzione mediamente orientale o nord-orientale toccando, fra le altre, le città di Livny e Elec. Sfocia nel Don nel suo alto corso, a 1 608 km dalla foce. Ha una lunghezza di 296 km, l'area del suo bacino è di 17 400 km².
La Sosna gela in superficie nei mesi più rigidi, mediamente da dicembre a fine marzo/primi di aprile.
I maggiori affluenti sono: Kšen' (lungo 135 km), Tim (120 km) e Olym (151 km) provenienti dalla destra idrografica, Trudy (89 km) dalla sinistra.